# Nilgiricola sicciana
Nilgiricola sicciana är en fjärilsart som beskrevs av George Francis Hampson 1918. Nilgiricola sicciana ingår i släktet Nilgiricola och familjen björnspinnare. Inga underarter finns listade i Catalogue of Life.